# گل داوودی

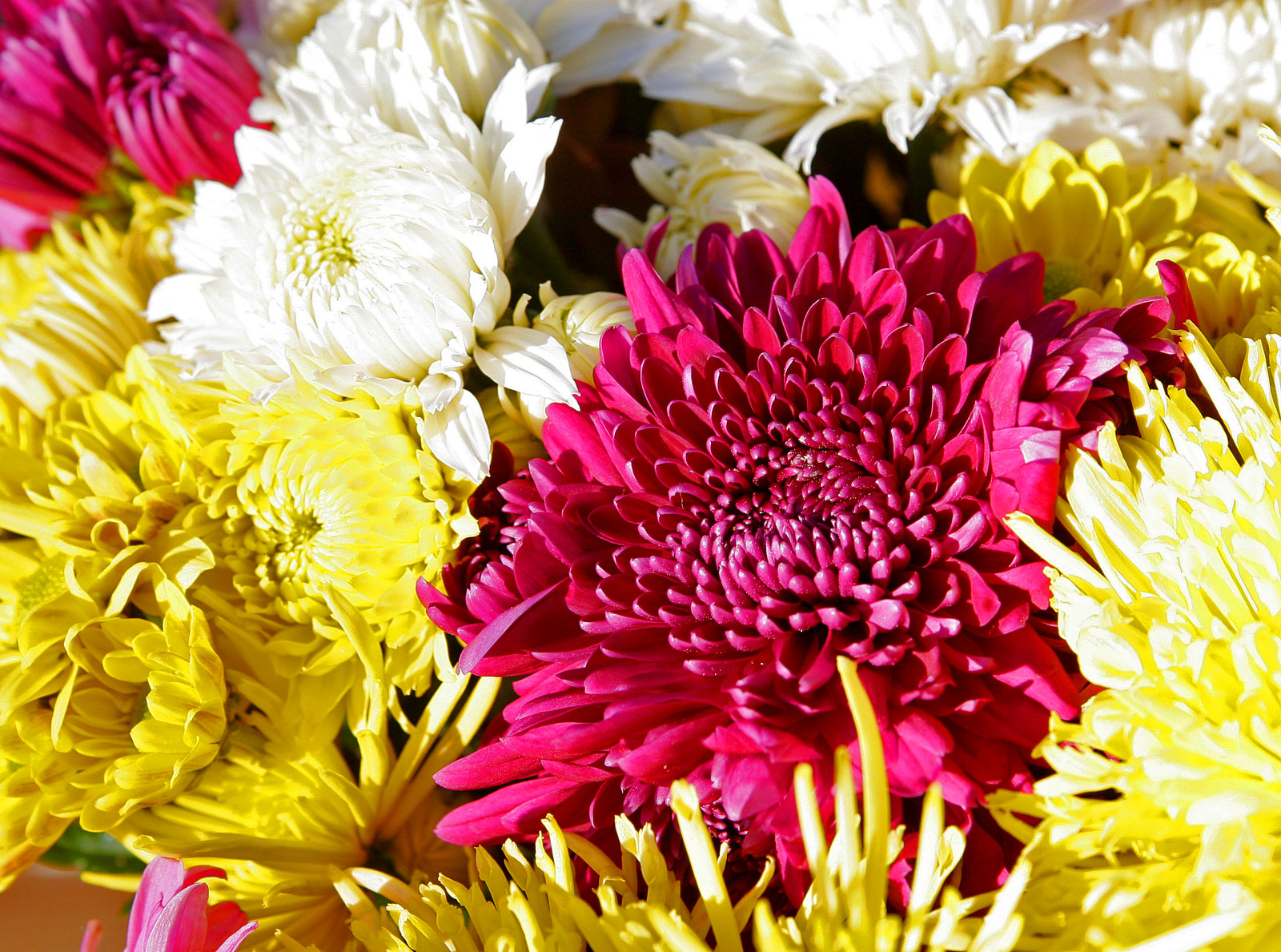
دسته‌ای از گل‌های داوودی

گل داوودی (نام علمی: Chrysanthemum) نام یک سرده از تیره گل‌ستاره‌ایان (نام علمی خانواده: Asteraceae) است. گیاهان آن چندساله و بومی آسیا و شمال‌شرقی اروپا اهستند. منشأ بیشتر گونه‌ها شرق آسیا است و مرکز تنوع آن کشور آسیایی است. انواع و ارقام بی‌شماری دارد که حدود چندین گونهٔ آن تأیید شده‌اند.
```

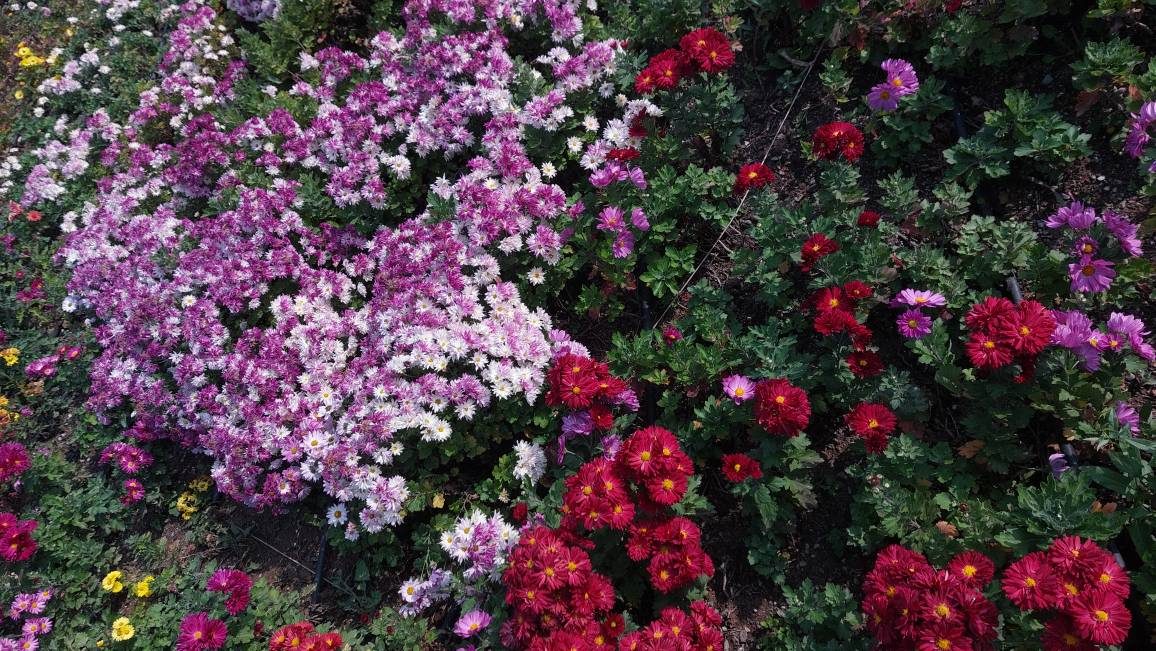
چند نوع گل داوودی

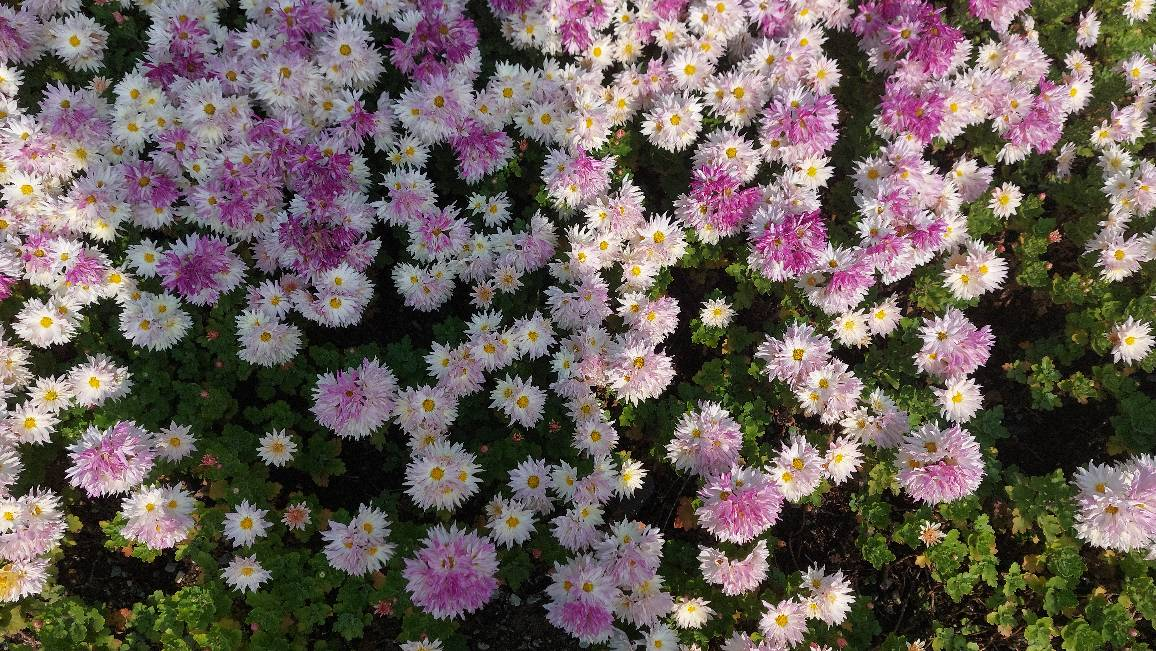
گل داوودی زیبا

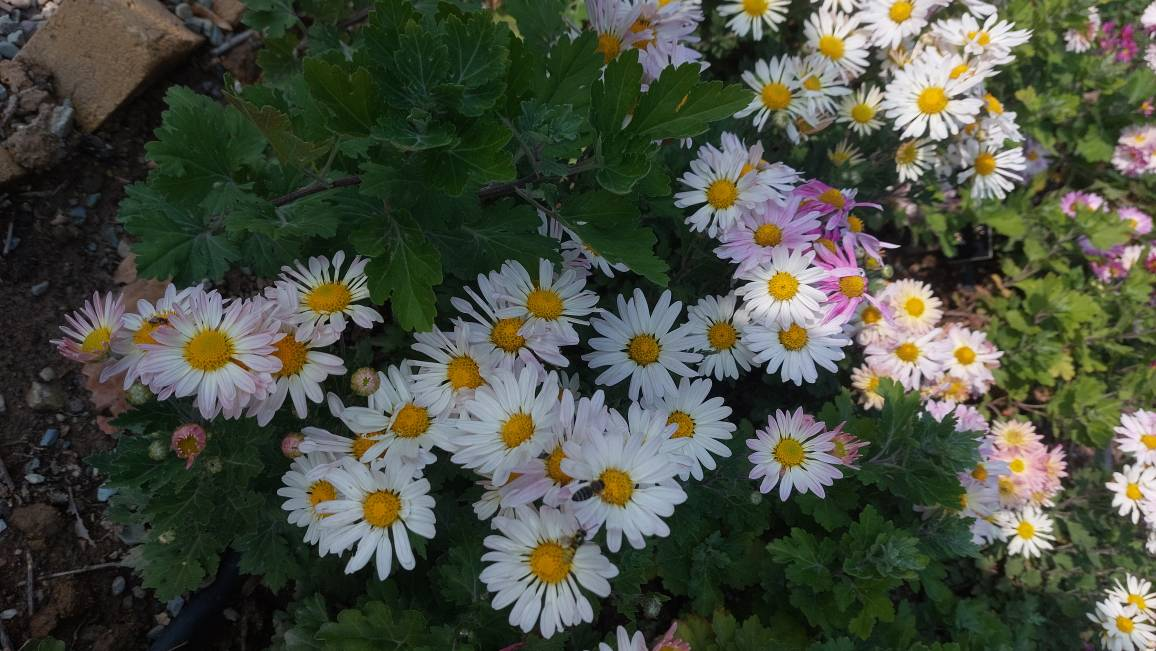
داوودی سفید

گل داوودی یکی از گیاهان تزیینی بسیار محبوبی است که تقریباً در سراسر دنیا و در رنگ‌های مختلف یافت می‌شود. این گیاه که دارای ۱۰۰ تا ۲۰۰ گونهٔ مختلف است و باغبان‌های مجرب از گل آن برای فراری دادن خرگوش‌ها استفاده می‌کنند، برای انسان نیز خطراتی دارد. لمس کردن قسمت‌های بالایی این گیاه سمی باعث خارش و التهاب موضعی می‌شود که با داروهای ضدالتهاب و ضد حساسیت به‌راحتی قابل‌درمان است.

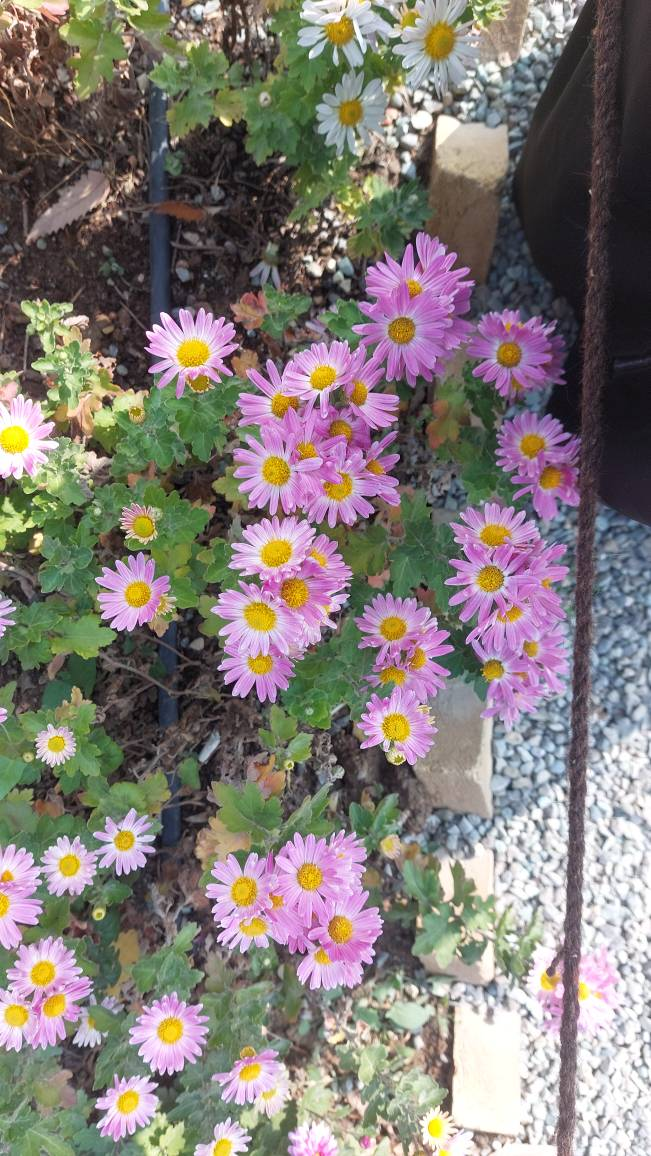
داوودی صورتی

```

## گونه‌ها
- داودی ایندیسوم Chrysanthemum indicum
- داودی Chrysanthemum morifolium

## نگارخانه

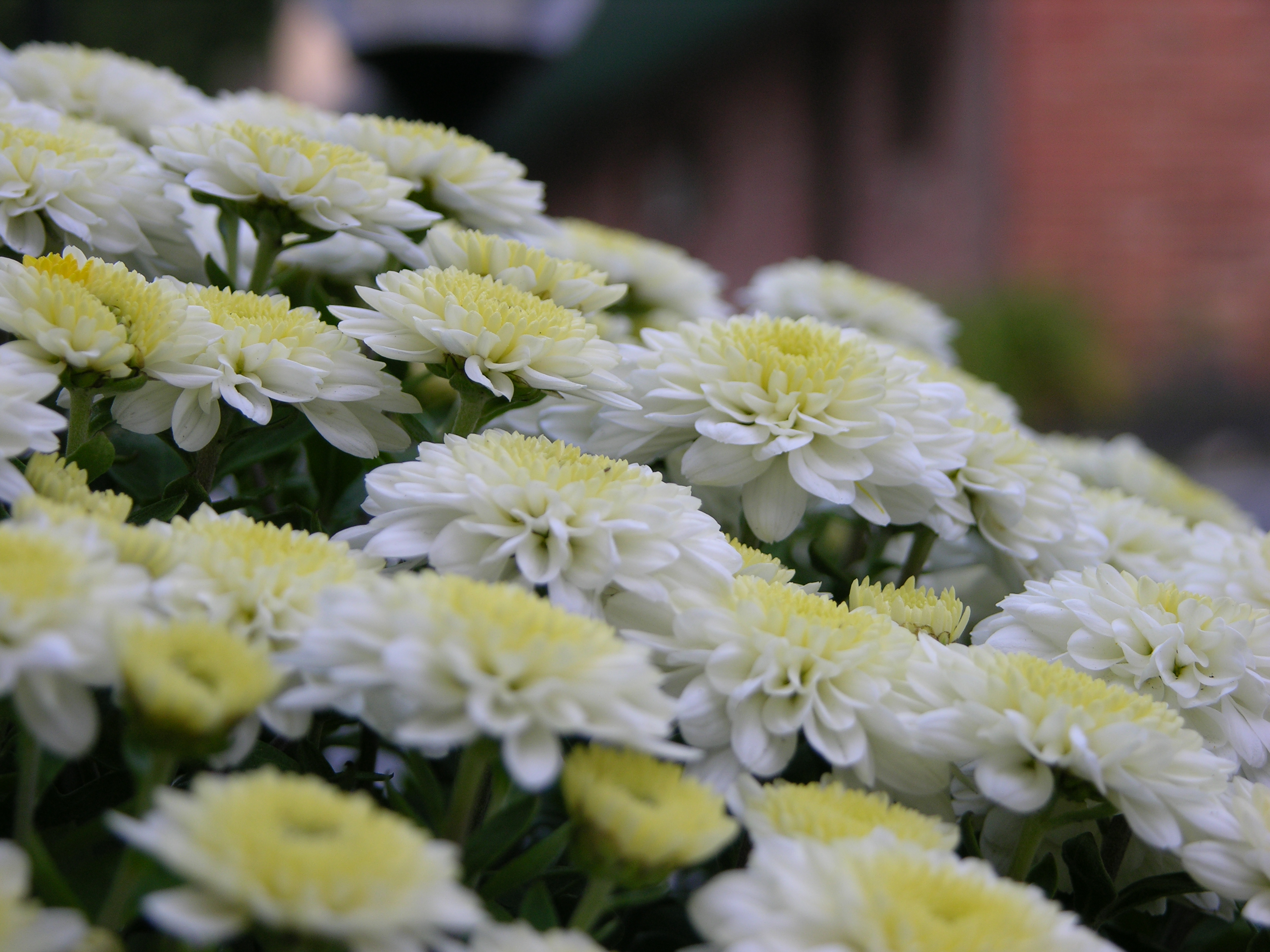
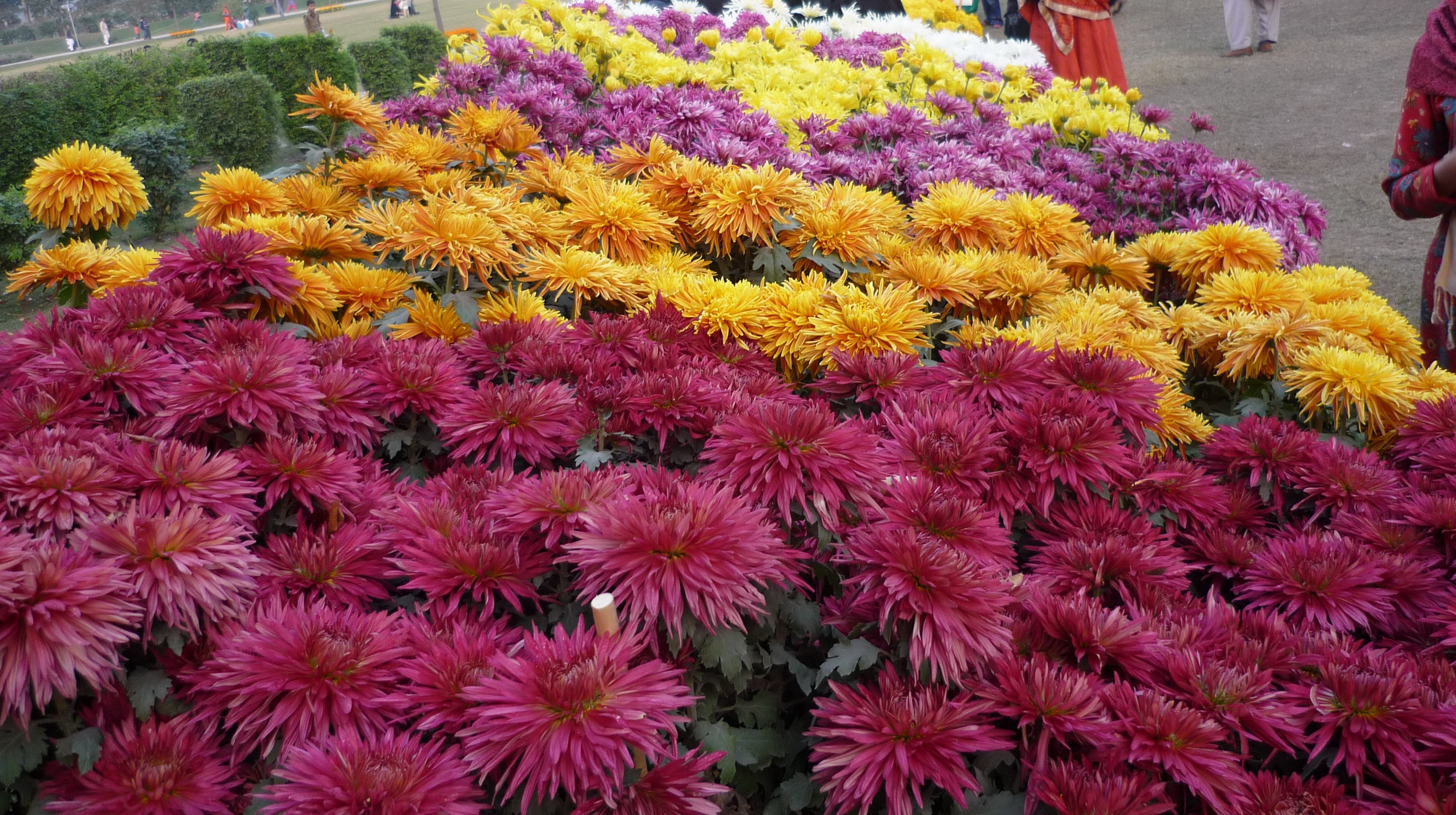
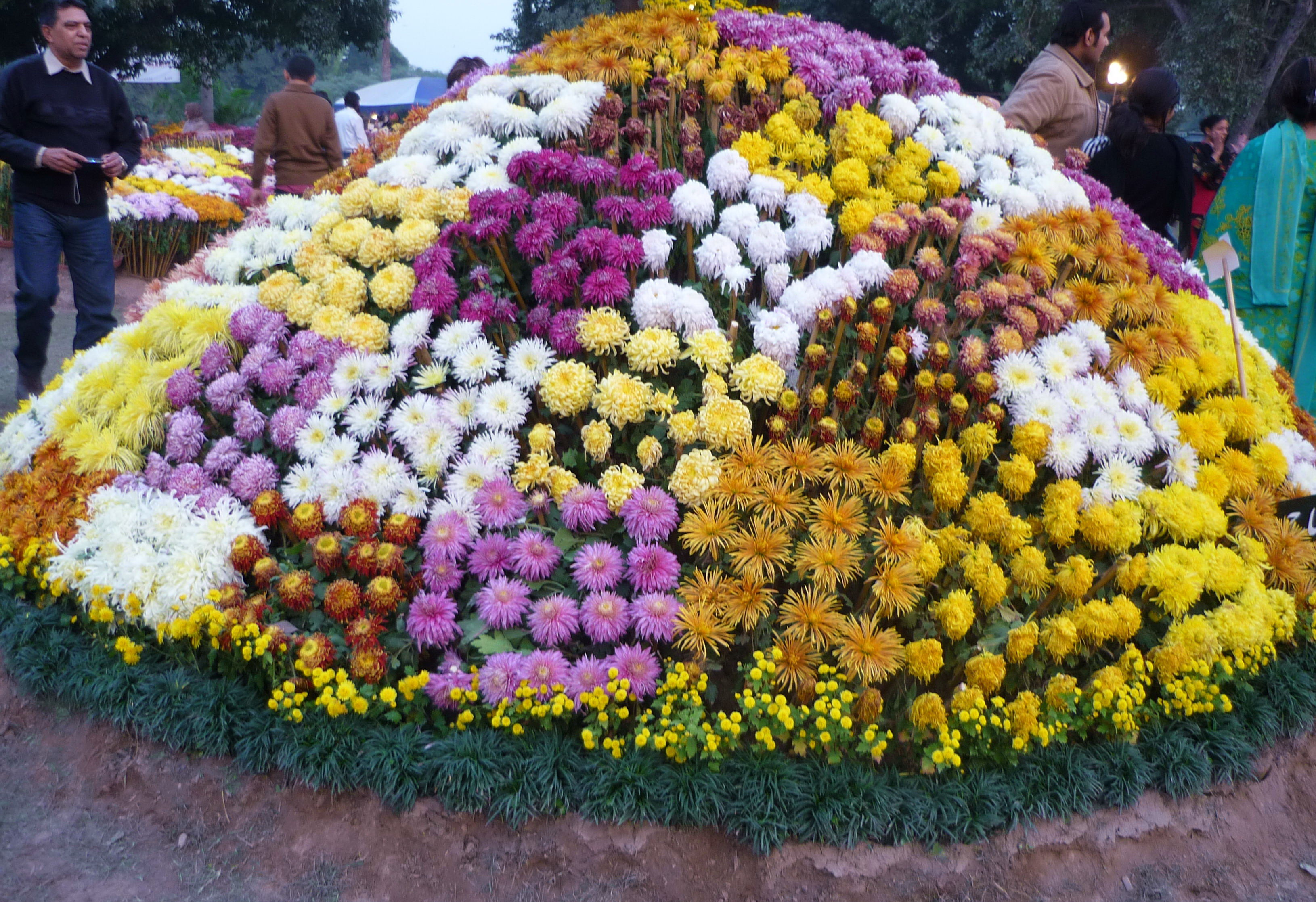
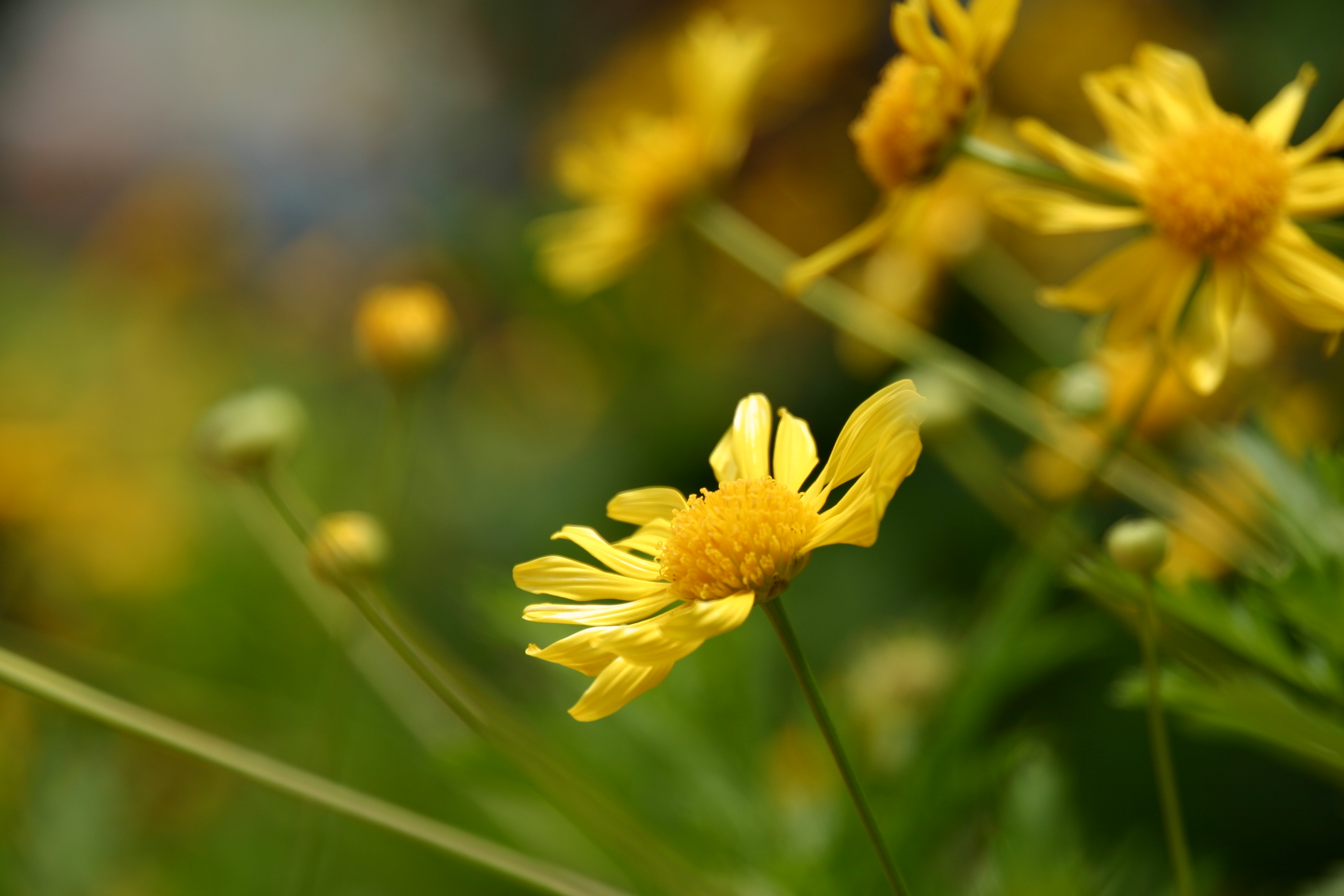
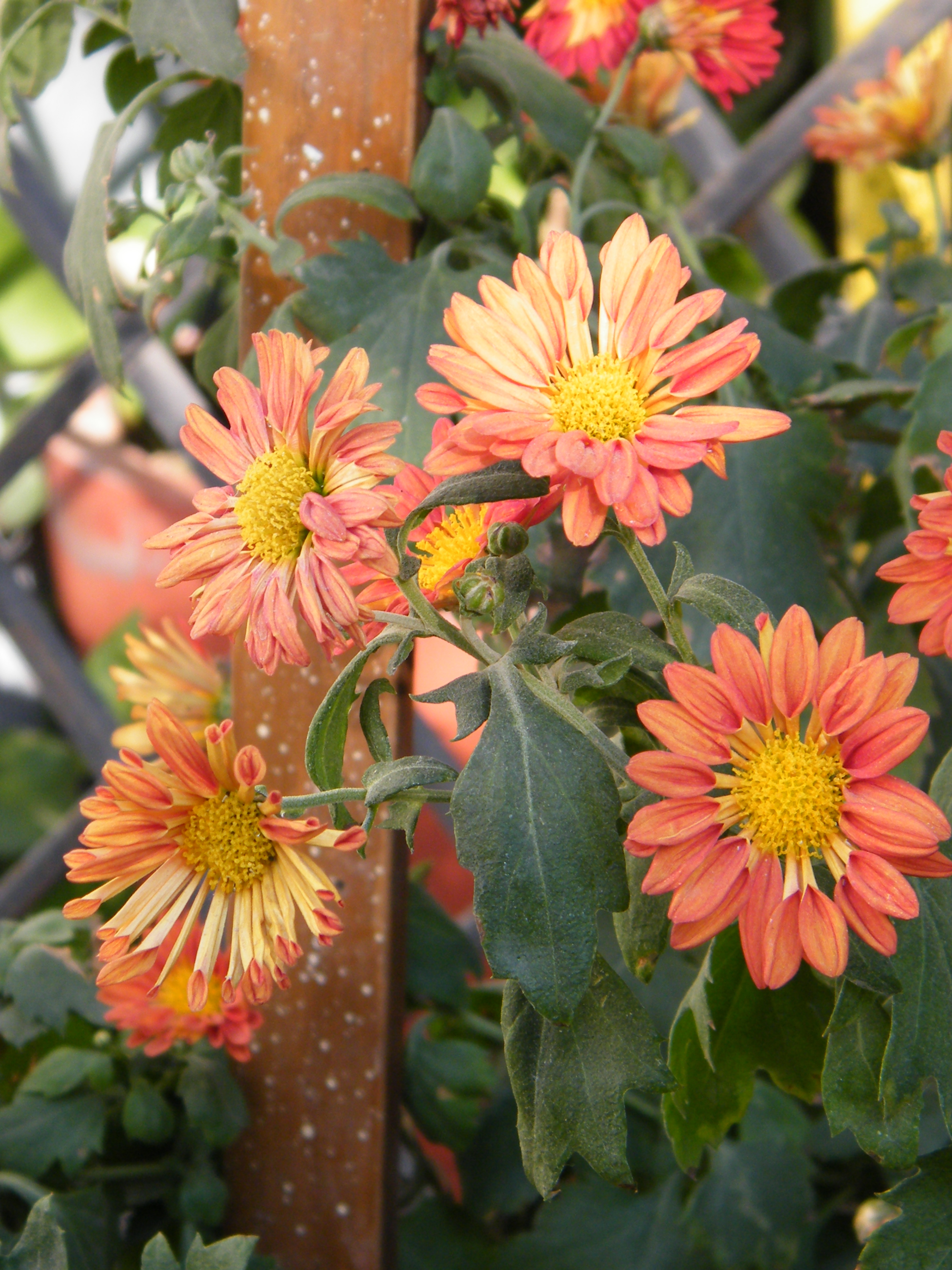
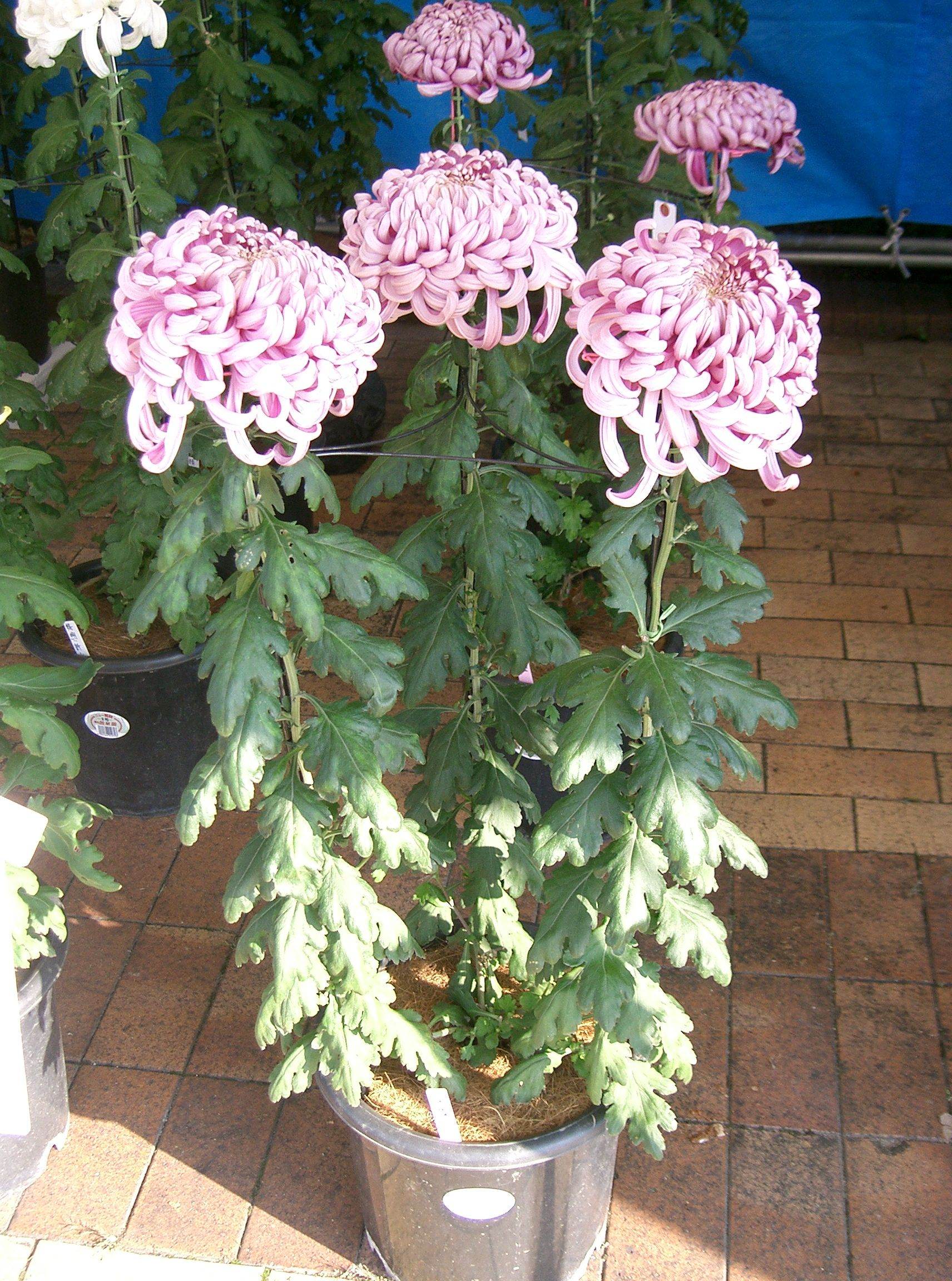
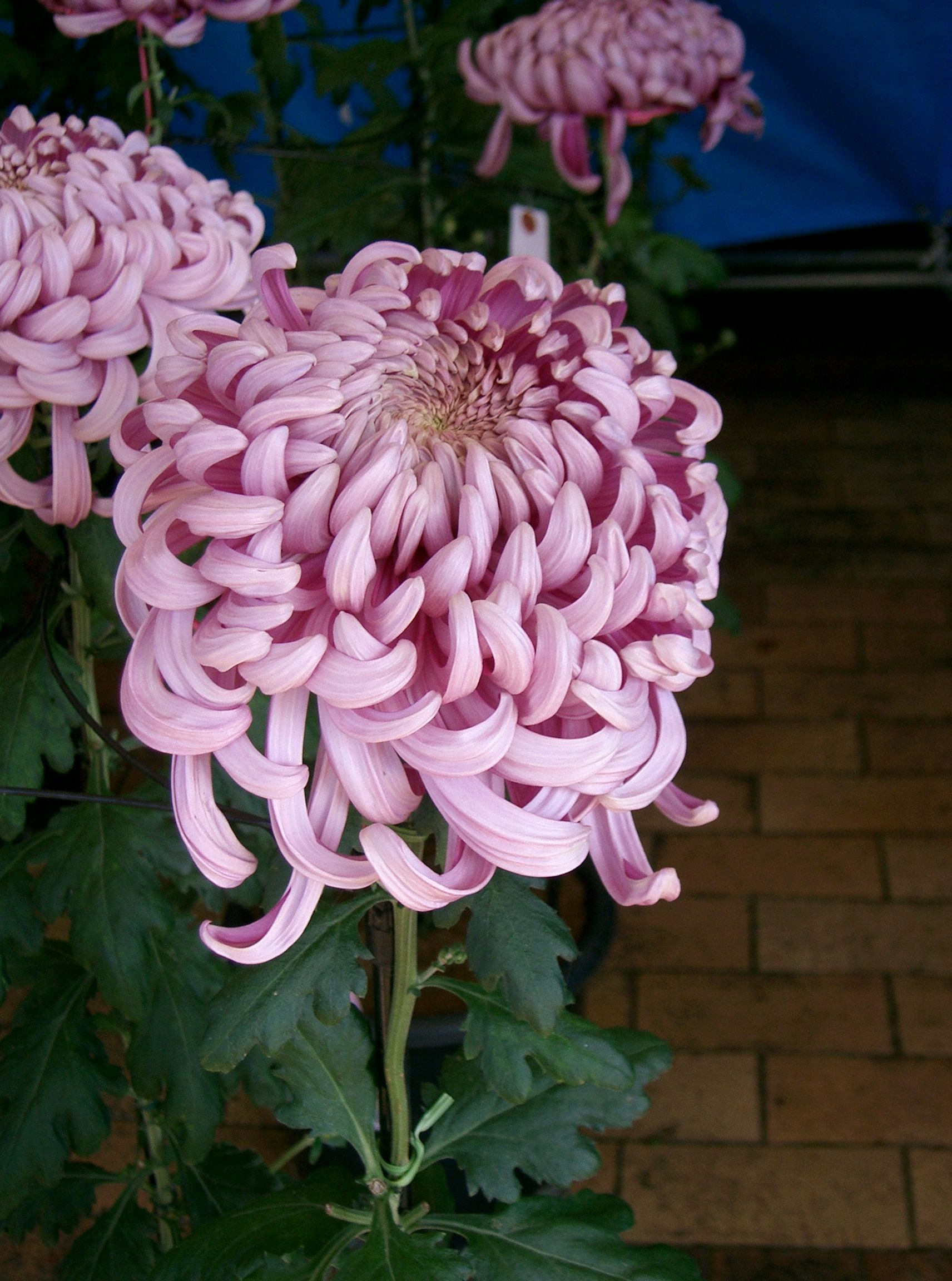
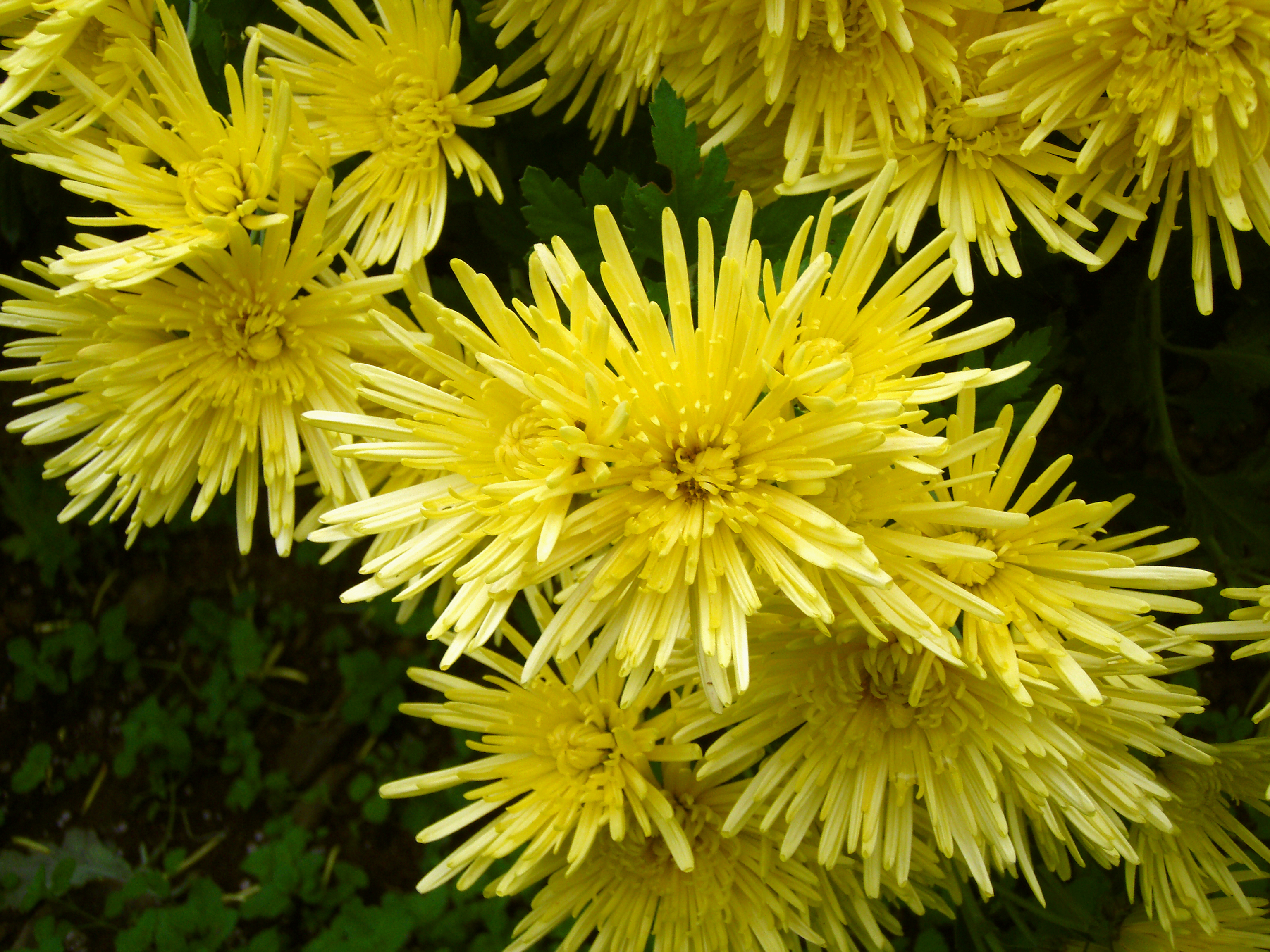
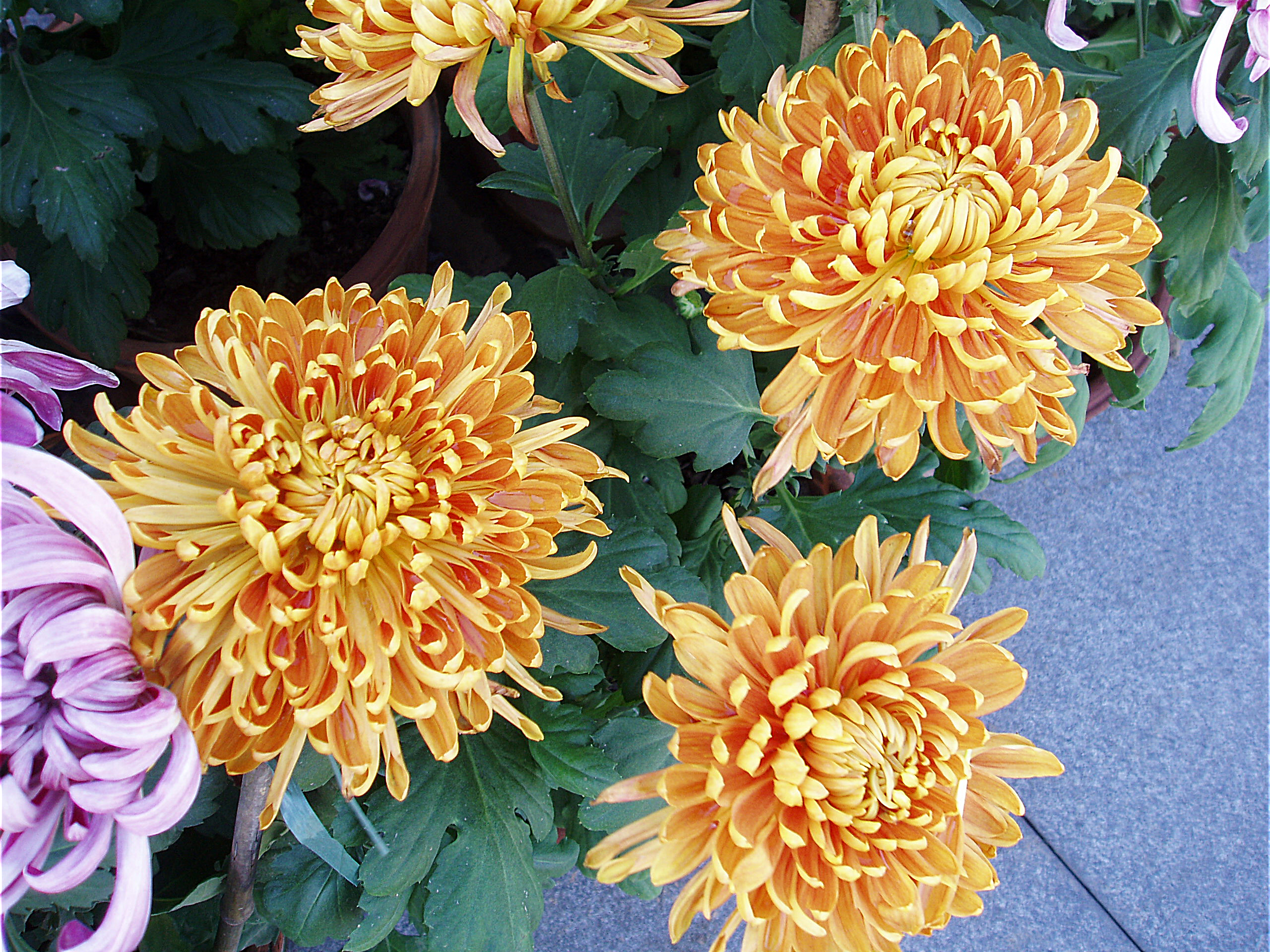
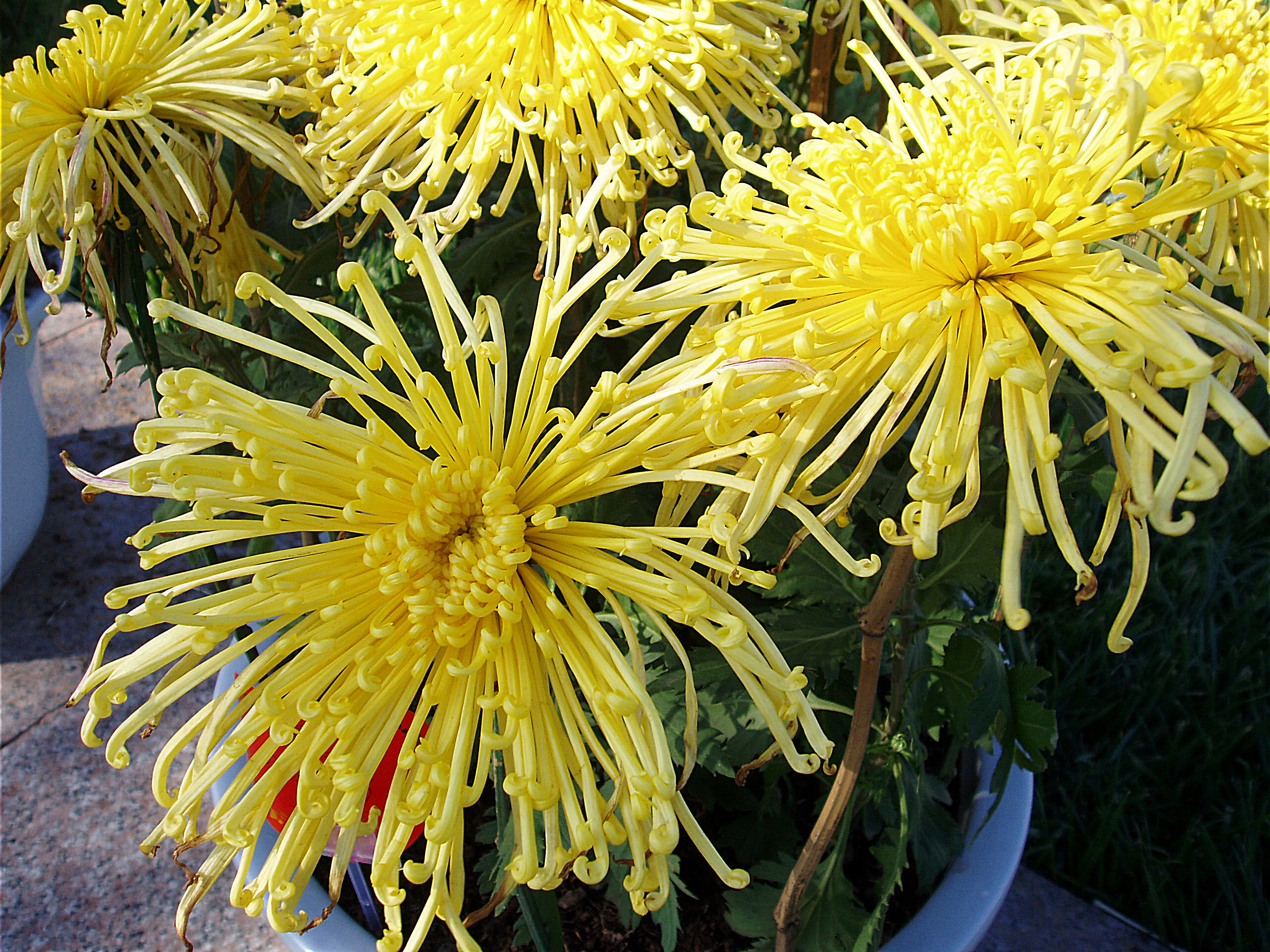

- گل داوودی
- گل داوودی دو رنگ